# 岸田吟香

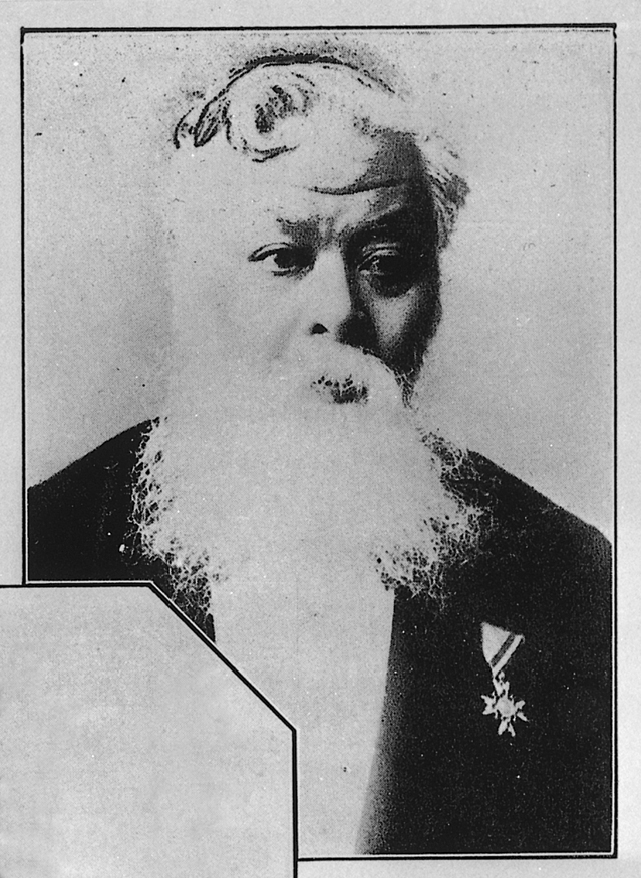
岸田吟香

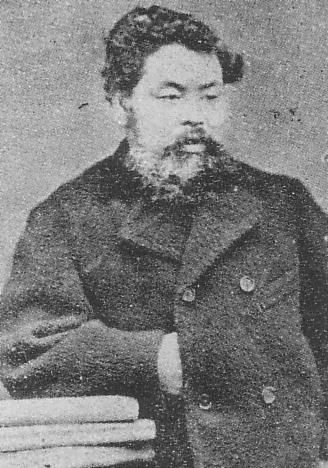
岸田吟香

岸田 吟香（きしだ ぎんこう、天保4年4月28日〈1833年6月15日〉、一説に天保4年4月8日〈1833年5月26日〉 - 1905年〈明治38年〉6月7日は、日本の新聞記者、実業家、教育家。美作国久米北条郡垪和村（現岡山県久米郡美咲町）出身。目薬「精錡水」を販売するなど、薬業界の大立者としても知られる。

## 人物・生涯
幼名を辰大郎。名前は大郎、大郎左衛門、達蔵、称子麻呂、清原桜、作良（さくら）、さくら、まゝよ、銀次あるいは銀次郎などがある。また墨江岸国華、墨江桜、墨江岸桜、岸国華、岸吟香、岸大郎、岸桜、小林屋銀次、岸田銀治、岸田屋銀治、京屋銀治郎、桜井銀治郎などとも名乗った。号は吟香、東洋、桜草。筆名には吟道人がある。
天保4年4月28日（1833年6月15日）、美作国久米北条郡垪和村大字中垪和字谷大瀬毘に大百姓、岸田修治郎の子として生まれた。嘉永5年（1852年）19歳で江戸に上り、翌年、津山藩儒昌谷精渓の赤松塾に入門。その紹介で同年、林鶯溪（図書頭）に入門。しばらく後に三河挙母藩召し抱えの中小姓として奉公するも、脚気をわずらい郷里へ戻る。安政3年（1856年）、23歳で大坂へ出て藤沢東畡の泊園書院（現 関西大学）で漢学を学び、翌年には江戸の藤森天山に入門する。しかし、安政5年（1858年）25歳のときに天山が幕府に追われる身となり、翌年には関わりを疑われ上州伊香保へ逃れた。 
その後、三河挙母藩に戻り儒官に昇任するが、まもなく脱藩し上州を経て江戸に入り、深川の妓楼の箱屋、湯屋の三助など下男として糊口をしのぐ。ほどなく妓楼の主人として吉原に住み込んだ。この頃、きままに暮らすをもじり「ままよのぎん」と名乗っていたが、転じて「銀次」となり、仲間内で「銀公」と呼ばれたことから「吟香」と称するようになったという。また、その字面は陸游の詩の一節、「吟到梅花句亦香」からとったものであるともいう。
文久3年4月（1863年）、眼病を患い、箕作秋坪の紹介でヘボンを訪ねる。その後、ヘボンが当時手がけていた『和英語林集成』の編纂を手伝うようになる（その題名も吟香が命名したとされる）。同時期、ジョセフ・ヒコの元で英語を学び、外国新聞を飜訳する『海外新聞』を発行する。
慶応2年（1866年）、『和英語林集成』の印刷刊行のためにヘボンと清国の上海へ渡り、翌年5月までの9カ月を美華書館で印刷、校訂につとめた。この美華書館は、アメリカ長老教会が1860年に上海に進出・設立した印刷所で、第6代館長ウィリアム・ギャンブル（William Gamble）のもと、当時アジア最高の印刷所であったが、片仮名の活字がなかったために吟香の版下に基づいていて鑄造しなければならなかった。1867年5月、辞書は完成し、7月に横浜居留地で発売された。同年日本へ帰国すると、まもなくヘボンより処方を教授された眼薬「精錡水」の販売をはじめた。
新暦1873年（明治6年）、東京日日新聞に迎えられ主筆として活躍する。台湾出兵の際には初の従軍記者として1874年（明治7年）4月13日に赴き『台湾従軍記』を連載、好評を博した。文筆活動の傍ら、諸事業を拡大し実業家としても活躍。また、「精錡水」の売り上げ向上を狙い、東京日日新聞紙面に広告をうち、これは新聞広告の商業的活用の嚆矢となった。
1877年（明治10年）8月18日に東京日日新聞発行所である日報社を退社し、9月より銀座に楽善堂を開き売薬業に専念する。1880年（明治13年）には、上海に渡り楽善堂支店を開くと販路を各地に拡げ商業的成功を収めた。その一方で、楽善堂には大陸で活動することを志す人々が集うようになり、岸田は彼らの活動を支援した。その一人である荒尾精は、日清貿易研究所や東亜同文書院の設立に中心的な役割を果たした。岸田自身も日清の友好・貿易のため、1880年2月に榎本武揚・長岡護美・曽根俊虎らと興亜会（亜細亜協会）を組織した。
中国では、商業的活動だけでなく欧米の医療技術の普及活動にも携わり、中国各地に病院を設けた同仁会（1902年設立）にも積極的に参加した。また、一方的に欧米式の医療を広めるだけではなく、漢方薬にも注目し日本に普及させてもいる。また、現在でいう福祉活動にも積極的であり、盲人教育への関心も強く、前島密・中村正直・山尾庸三らと、1880年に授業を開始した楽善会訓盲院（現筑波大学附属盲学校）を創設した。
晩年は『清国地誌』の編纂に従事したが完成を待たず、1905年（明治38年）6月7日に心臓病と肺炎のため死去。墓所は東京の谷中墓地。
妻勝子との間に7男7女をもうけた。長男銀次郎は吟香より先に没し（1904年）、次男の艾生が吟香の名を継いだ。第9子、四男の岸田劉生は洋画家、その下の弟岸田辰彌は宝塚歌劇団創設期の演出家である。

## 年譜
- 天保4年4月28日（1833年6月15日）一説に同年4月8日（5月26日）、美作国久米北条郡垪和村大字中垪和字谷大瀬毘（現岡山県久米郡旭町→美咲町）に生まれる。
- 天保9年（1838年）5歳、垪和村の宝寿寺住職に学ぶ。
- 弘化2年（1845年）12歳、久米北条郡の安藤善一（簡斎）に入門。
- 嘉永6年（1853年）20歳、江戸の昌谷精渓に入門、その紹介で林図書頭に入門。
- 安政2年（1855年）22歳、三河国挙母藩の中小姓となり、大郎と改名（大郎左衛門とも）。年末、脚気悪化のため帰国療養。
- 安政3年（1856年）23歳、藤沢東畡に入門。
- 安政4年（1857年）24歳、藤森天山に入門。
- 安政6年（1859年）26歳、天山に連座して幕府に追われ、上野国伊香保へ避難。まもなく、江戸に戻り結婚するが流行病で1カ月ほどで妻を亡くす。
- 文久元年（1861年）28歳、挙母藩で儒官に昇任するが脱藩、上州を経て江戸に入る。銀次と名乗り、深川で生活し妓楼の主人となって吉原にうつり住む。
- 文久3年（1863年）30歳、横浜でヘボンの『和英語林集成』編纂を助け始め、知り合ったジョセフ・ヒコに英語について学ぶ。年末、深川に居を移す。
- 文久4年（1864年）31歳、日本最初の新聞『新聞誌（海外新聞）』をジョセフ・ヒコ、本間潜蔵とともに創刊。年末、うたと再婚し浅草にうつる。
- 慶応元年（1865年）32歳、横浜に移り、ヘボンの手伝いを本格的に行い始める。
- 慶応2年（1866年）33歳、『和英語林集成』の印刷のためにヘボンとともに上海へ渡航。美華書館でカナ鉛活字を作る。
- 慶応3年（1867年）34歳、『和英語林集成』刊行。「精錡水」の販売開始。
- 慶応4年（1868年）35歳、上海に渡航。上海に「精錡水」の取次所を設置。帰国後、『横浜新報・もしほ草』をヴァン・リードと発刊。横浜東京間の定期航路を運営。
- 明治2年（1869年）36歳、氷製造販売開始。横浜海産物問屋小林屋の娘小林勝子1４歳と再婚し上野観成院早川久満方に起居。
- 明治3年（1870年）37歳、北海道函館で氷の製造開始。横浜に玩具古物の店をひらく。
- 明治4年（1871年）38歳、横浜氷室商会設立。
- 明治5年（1872年）39歳、「東京日日新聞」創刊に関係する。岡山に帰省。
- 明治6年（1873年）40歳、関西遊覧しつつ東京日日新聞へ記事を送る。伊香保での病気療養ののち、東京日日新聞に主筆として入社。
- 明治7年（1874年）41歳、台湾出兵に従軍して『台湾従軍記』を連載。大倉喜八郎にクリスチャンであることを告白。東京日日新聞編集長となる。
- 明治8年（1875年）42歳、横浜から東京尾張町を経て秋には銀座に移る。
- 明治9年（1876年）43歳、明治天皇の東北北海道巡幸に随行。
- 明治10年（1877年）44歳、このころ「楽善堂」の屋号を掲げ始める。
- 明治11年（1878年）45歳、明治天皇の北陸東海巡幸に随行。
- 明治13年（1880年）47歳、「精錡水」販売のために上海にわたり「楽善堂支店」開設し夏に帰国。
- 明治15年（1882年）49歳、上海渡航。年内に帰国。中国で科挙用の袖珍本を出版し多大な利益を得る。
- 明治16年（1883年）50歳、上海渡航、翌年まで中国に滞在。
- 明治17年（1884年）51歳、年末帰国。
- 明治18年（1885年）52歳、上海渡航。
- 明治19年（1886年）53歳、上海渡航。漢口へ駐在武官として赴任する途中の荒尾精が吟香をたずね、のち「漢口楽善堂」を開設し大陸での諸調査を援助することになる。
- 明治21年（1888年）55歳、上海渡航、漢口旅行を経て翌年帰国。
- 明治24年（1891年）58歳、四男劉生誕生。
- 明治27年（1894年）61歳、勲六等に叙される。
- 明治30年（1897年）64歳、日本薬学会常議員となる。病死した荒尾精の同志たちとともに「同文会」を設立する。
- 明治31年（1898年）65歳、「東亜会」と「同文会」が合併し「東亜同文会」成立。評議委員となる。
- 明治32年（1899年）66歳、「善隣訳書館」（内外書物の中国語版を出版する）設立。
- 明治33年（1900年）67歳、近衛篤麿と「国民同盟会」を組織。
- 明治34年（1901年）68歳、近衛篤麿と「東亜同文医学会」を組織。
- 明治35年（1902年）69歳、「東亜同文医学会」を発展させ「同仁会」を組織。
- 明治38年（1905年）72歳、6月7日死去。

## 新聞と吟香

### 横浜新報もしほ草
吟香は1868年6月1日（閏4月3日）にヴァン・リードと「横浜新報もしほ草」（以下「もしほ草」）を創刊する。ただし本紙には吟香の名前は掲載されず、リードは吟香が筆禍を免れる為の隠れ蓑というべき存在だった（当時リードが住んでいた横浜居留地は治外法権に設定されていたため、幕府も手出しできなかった）。実際、記事のほとんどは吟香の手によるものである。
「もしほ草」は木版刷り、半紙四つ折、四六判、一行20字詰め、一面10行、唐紙片面刷りの袋表紙、萌黄色の絹糸二箇所綴じであった。記事は仮名混じりの平易な文で書かれ、また広告記事が一切無かった。
吟香は創刊号で「…余が此度の新聞紙は日本全国内の時々のとりさたは勿論、アメリカ、フランス、イギリス、支那の上海、香港より来る新報は即日に翻訳して出すべし。且月の内に十度の余も出板すべし。それゆゑ諸色の相場をはじめ、世間の奇事珍談、ふるくさき事をかきのせることなし。また確実なる説を探りもとめて、決して浮説をのせず。…」と編輯方針を記している。吟香はこの方針に則って自由に記事を執筆した（ヘボンが手掛けた日本初の義足手術を報じたり、レオン・ド・ロニーがパリで刊行した邦字新聞『よのうはさ』を紹介したりしている）が、同時に「たゞ耳から耳へ聞き伝へたまゝを書き、或は毎度西国方が勝った事ばかりでは、江戸の人気は投ぜぬ」と感じており、佐幕派が多かった江戸の庶民にも配慮して「官軍が負けた」などという記事も載せていた。
「もしほ草」は柳河春三が創刊した「中外新聞」と発行数を争う人気新聞となったが、後続に次第に振るわなくなり、42号で廃刊となった（明治3年3月13日まで）。吟香自身は1870年頃に「もしほ草」を離れたらしい。

### 東京日日新聞
吟香は1873年（明治6年）、東京日日新聞に招かれて主筆に就任する。当時の同紙の発行部数は2,000部ほどであったが、吟香の執筆した記事が評判を呼び、部数も増加する（翌1874年時点で8,500部）。しかし吟香は東京日日新聞の更なる発展を見据え、創刊者の1人である條野伝平のかつての上司・福地源一郎を呼び寄せて主筆の座を譲っている。
吟香は日本初の従軍記者でもあり、台湾出兵に従軍し、戦況と台湾の風土を連載した（この連載時、東京日日新聞の部数は15,000に達した）。
その後も吟香は明治天皇の巡幸の様子を記した「東北御巡幸記」を連載するなど健筆を振るったが、1877年（明治10年）に退社、以後新聞界との関わりを絶つ。

## 実業家としての顔
吟香は実業家としても成功している。慶応3年（1867年）、吟香は回漕業者をはじめる。江戸松坂屋彌兵衛と横浜鹿島屋亀吉の合資であった。毎日江戸横浜間を往復し、とても早かった。購入した汽船は稲川丸といい、よく働いたが、これが築地海岸にて爆発沈没し、廃業した。吟香の次の事業は『もしほ草』であるが、これは上記を参照のこと。『もしほ草』と同時期、横浜に骨董玩具店をひらいたり、函館を視察しノウハウを得、1871年（明治4年）江戸で氷室商会を創設して氷を販売しもした。

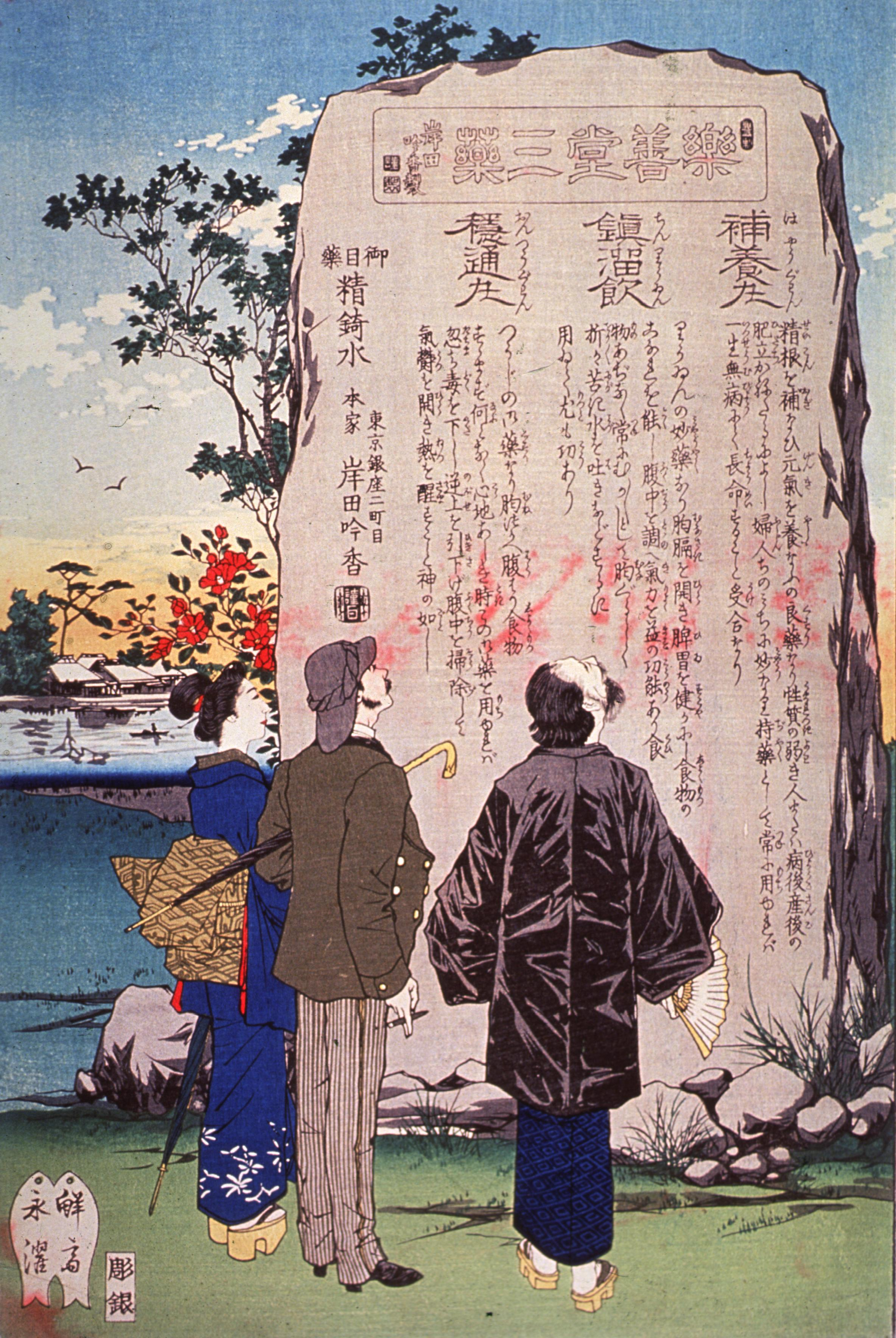
小林永濯筆「岸田吟香製楽善堂三薬引札」

1877年（明治10年）東京日日を辞した吟香は、目薬「精錡水」の製造・販売を本業とし、東京銀座2丁目1番地に楽善堂を設立した。新聞広告を活用して世間の評判を呼び、もてはやされて生涯で最も多く稼いだ。さらに1878年（明治11年）には、かつて『和英語林集成』を印刷した上海にも支店を開いた。

## その他
1872年（明治5年）に卵かけご飯を食べ、周囲にも勧めたとされ、卵かけご飯を食べた日本で初めての人物とも言われる。ただし、江戸後期の鍋島藩の記録『御次日記』の天保9年（1838年）条に、客人に饗応した献立として「御丼 生卵」の記述が見られるとの指摘がある。

## 参考図書
- 東亜同文会内対支功労者伝記編纂会『対支回顧録 下巻 列伝』東亜同文会内対支功労者伝記編纂会（代表中島真雄）、1936年7月10日第3版（1936年4月18日初版発行）
- 大学史編纂委員会『東亜同文書院大学史』滬友会、1982年5月30日。非売品
- 杉浦正『岸田吟香：資料から見たその一生』汲古書院、1996年7月、ISBN 4-7629-5019-X
- 秋山勇造『明治のジャーナリズム精神』五月書房、2002年、ISBN 4-7727-0367-5